# M 36 (звёздное скопление)
M 36 (также известно как Мессье 36 и NGC 1960) — рассеянное звёздное скопление в созвездии Возничего.

## История открытия
Скопление было открыто Джованни Баттистой Годиерной до 1654 года.

## Интересные характеристики
M36 находится на расстоянии 4100 световых лет от Земли и составляет 14 световых лет в поперечнике. В скоплении по меньшей мере 60 звёзд. Оно очень похоже на Плеяды (M 45), и если бы находилось на таком же расстоянии от Земли, то обладало бы практически той же звёздной величиной.

## Наблюдения

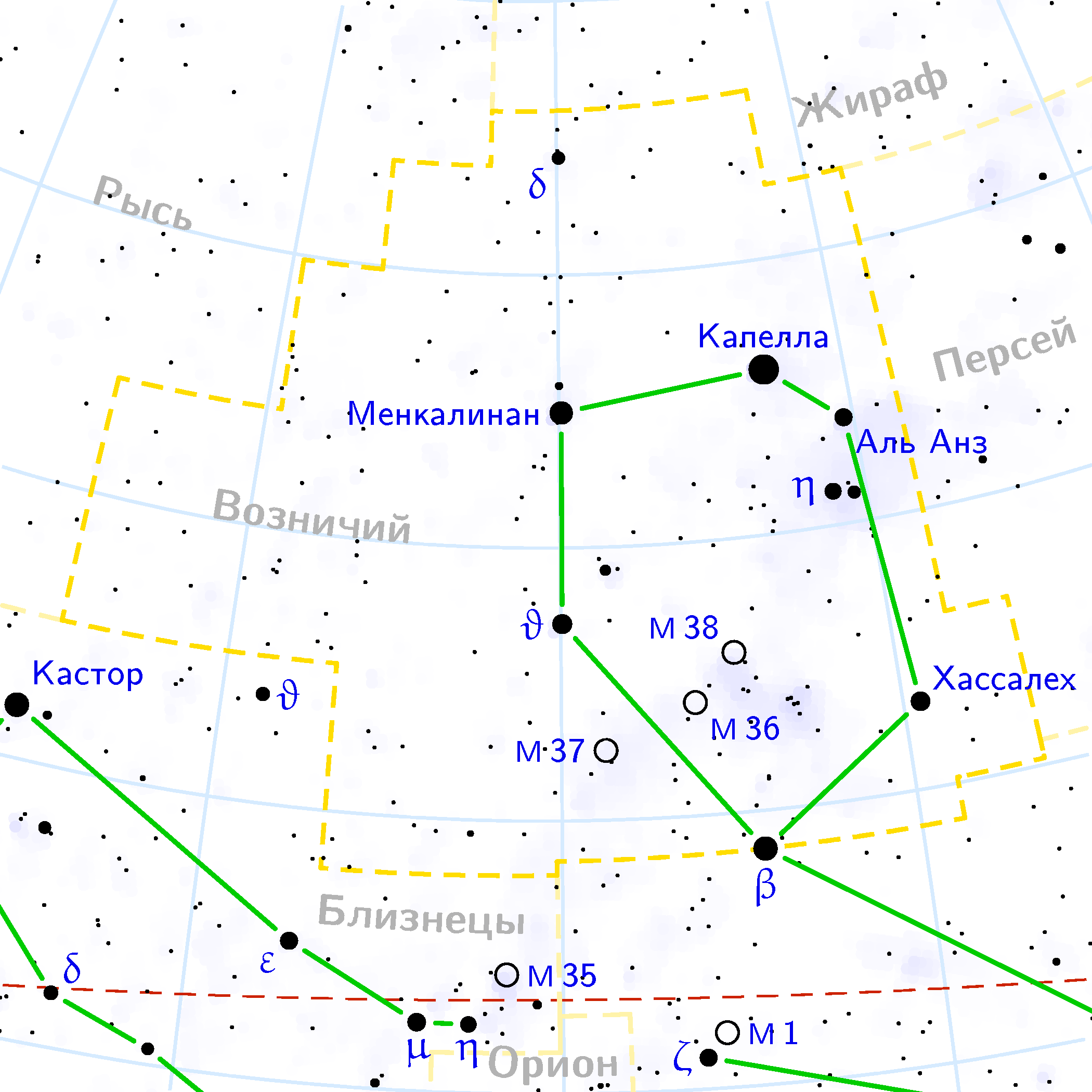
Рассеянное скопление M 36 находится в Созвездии Возничего

Это одно из трёх знаменитых рассеянных скоплений Возничего. Оно, как и все созвездие, доступно для наблюдений с осени до весны. В бинокль его нетрудно заметить в виде туманного пятнышка на продолжении линии β Тельца — χ Возничего. В телескоп умеренной (100—127 мм) апертуры скопление разрешается на два десятка голубоватых звёзд, собранных в треугольную фигуру. В центре скопления расположена не очень тесная (9m, 11′′) двойная STF 737.

### Соседи по небу из каталога Мессье
- M 38 — (в паре градусов на северо-запад) ещё одно скопление Возничего;
- M 37 — (в трёх градусах на юго-восток) третье яркое скопление Возничего;
- M 45 — «Плеяды» (к западу, также в созвездии Тельца);
- M 1 — (к югу, в созвездии Тельца) знаменитая Крабовидная туманность;
- M 35 — (на юго-восток, в созвездии Близнецов) яркое рассеянное скопление;

### Последовательность наблюдения в «Марафоне Мессье»
…M 1 → M 38 → M 36 → M 37 → M 35…